# Padre Francisco Reino Salaño, S.J.
Padre Francisco Reino Salaño, S.J. (nacido el 10 de octubre de 1911 en la parroquia de Ortoño en Ames, La Coruña) más conocido como Padre Reino, fue un sacerdote jesuita español.

## Reseña biográfica
Nacido el 10 de octubre de 1911 en la parroquia de San Juan de Ortoño en Ames (A
Coruña). Ingresó muy joven en el Seminario de Santiago, donde cursó toda la carrera
eclesiástica (1924-1935), siendo consagrado sacerdote el 21 de diciembre de 1935.
Ordenado sacerdote, fue nombrado párroco de San Cosme de Nogueirosa, cerca de
Pontedeume (La Coruña), una sencilla parroquia, esencialmente rural y de labradores.
Aunque estuvo pocos años de párroco, y era un sacerdote joven, dejó fama de
santidad, de modo que las personas ancianas de aquella comarca, que entonces eran
niños o jóvenes, aún le recuerdan con veneración.
El 13 de agosto de 1937 le confiaron el servicio de consiliario de las Juntas de Acción
Católica del arciprestazgo de Pruzos. También era confesor de las Hermanitas de los
Ancianos Desamparos de Pontedeume. Con al alzamiento nacional fue nombrado, por
poco tiempo, capellán provisional del Cuartel de Artillería de Montefaro.
Ingresó en el noviciado de la Compañía de Jesús en Salamanca un 7 de diciembre de
1943, de la víspera de la Inmaculada Concepción. Los que convivieron con él en el
noviciado de Salamanca recuerdan dos facetas que se destacaban en el sacerdote
novicio: su sencillez, aviniéndose a tratar con toda naturalidad y sin complejo alguno
de superioridad con los otros novicios, y luego su profunda espiritualidad, que se
reflejaba en los comentarios, de gran solidez ascética y espiritual.
Entre 1945 y 1950, terminado el noviciado, es destinado como director espiritual del
Seminario de Ourense y confesor en la iglesia de Santa Eufemia del Centro.
Entre 1951-1971, fue director espiritual junto con el P. Nieto (otro gigante de la
espiritualidad sacerdotal española en la segunda mitad del siglo XX) en la Universidad
de Comillas (Santander) y más tarde también en su sede de Comillas- Madrid.
En 1971, el Padre Reino es destinado a la comunidad jesuita de Santiago de
Compostela por un periodo de veinte años (hasta 1991), las principales funciones que
asumió fue la dirección espiritual en el Seminario de San Martín Pinario, retiros a
sacerdotes diocesanos, y confesión y dirección espiritual de muchas personas de
Santiago y sus alrededores, labor apostólica que realizaba tanto en la Iglesia de San
Agustín, como en la propia Catedral compostelana.
Los últimos años de su vida (1992 - 1994) los paso en Salamanca. El 23 de marzo de
1994 fallecía el Padre Reino en el centro jesuítico de Salamanca, situado en el paseo de
San Antonio. Sus exequias las presidió el P. Juan Luis Hoyos, superior de Salamanca y la
homilía de su funeral la pronunció el P. Rafael Romero Valencia, superior de Santiago
de Compostela.
Fue un hombre de gran sencillez, destacó por su humildad, bondad y suavidad de
trato. Obediente y generoso con todos los pobres, vivió todo con naturalidad y
normalidad. Todos los que le conocieron y trataron afirman que era un verdadero
“hombre de Dios”.
En 2002, un grupo de amigos del P. Reino, crearon el Centro de Información y
Documentación “Amigos del Padre Reino”, con la finalidad de recoger la memoria y
documentación sobre el P. Reino, escribir una biografía para propagar su figura y
poder abrir el proceso canónico para la declaración del grado heroico con el cual
ejerció sus virtudes.